# マレト・マリプー

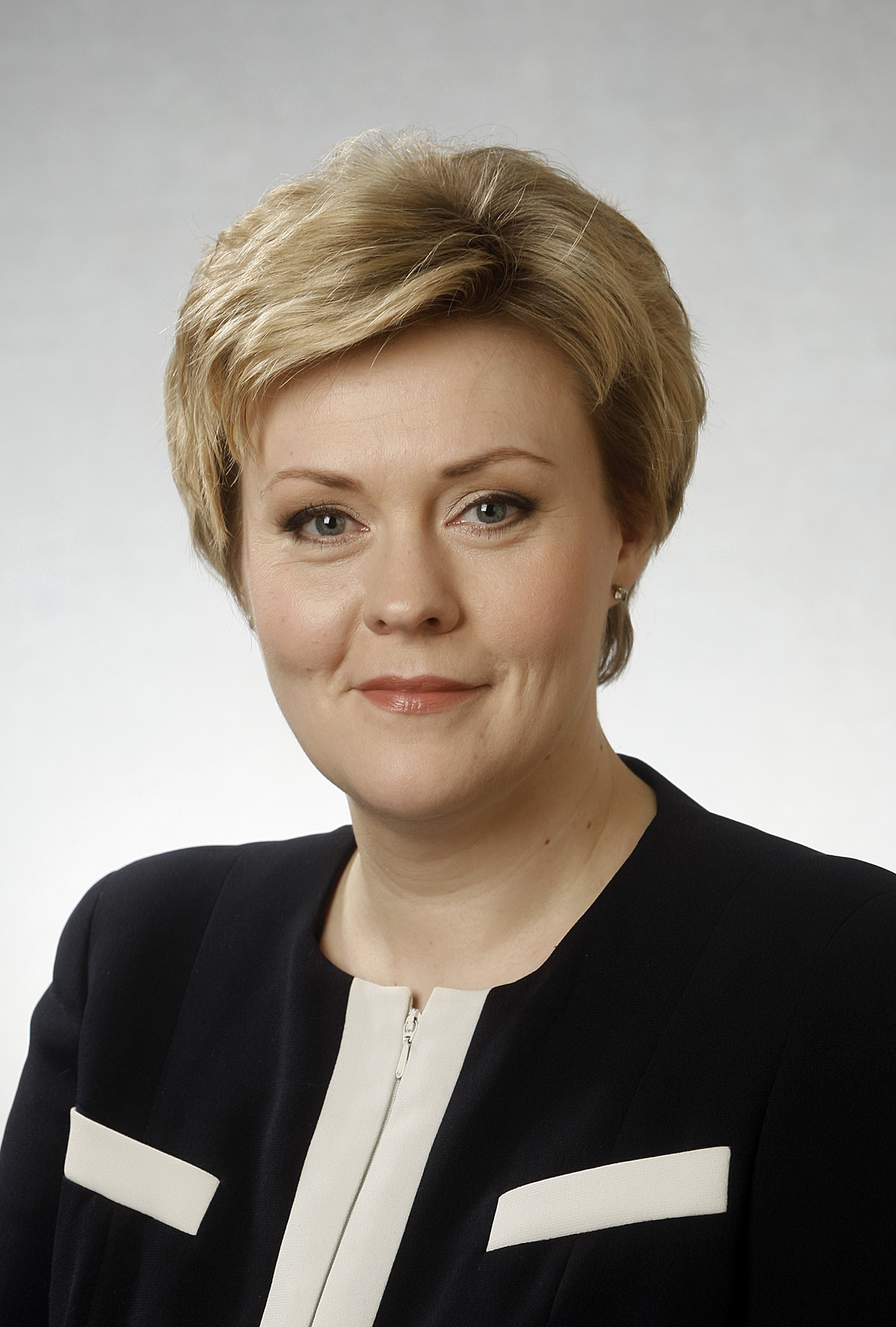

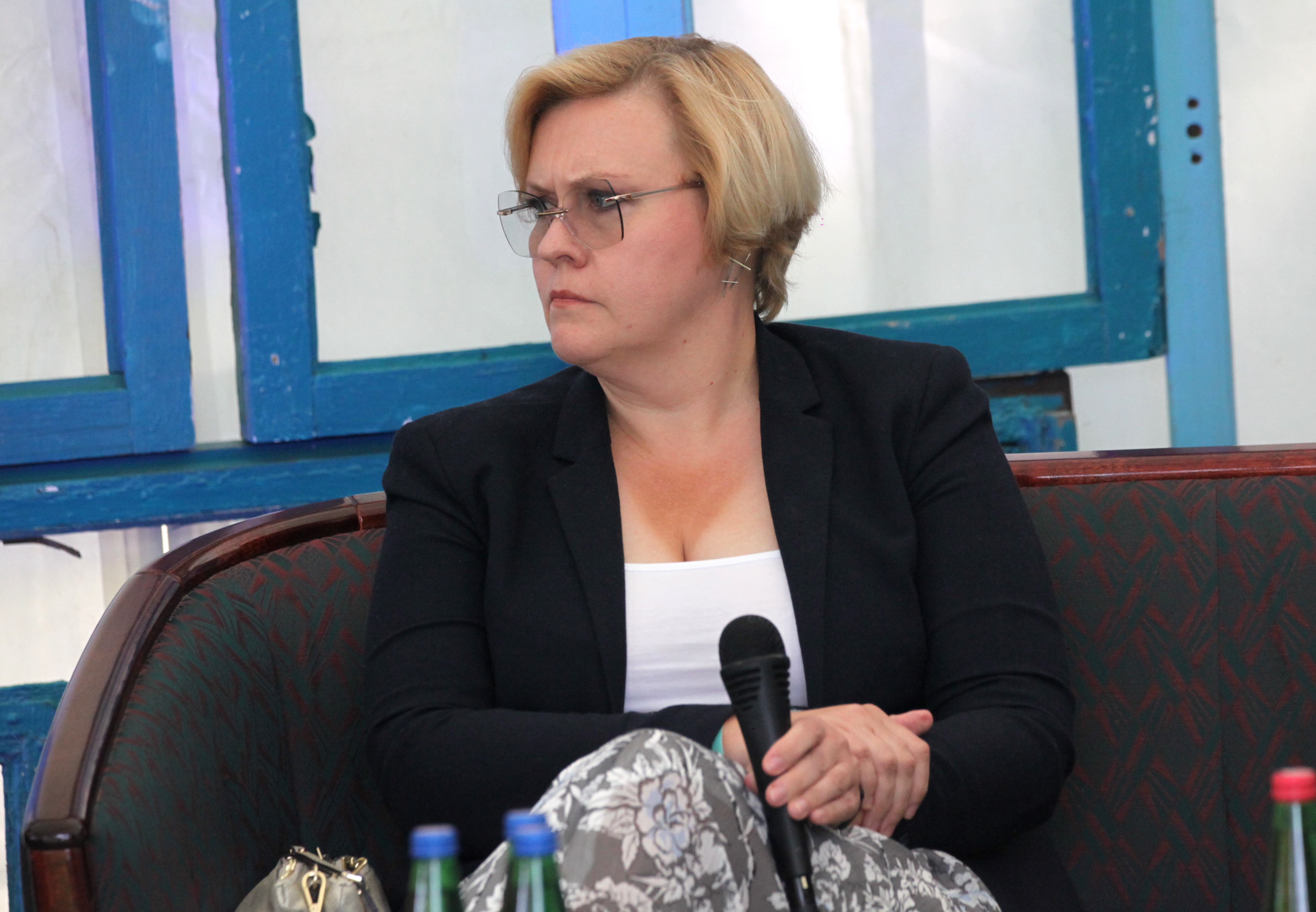
Maret Maripuu (2021)

マレト・マリプー（エストニア語: Maret Maripuu、1974年7月16日 - ）は、エストニアの政治家。左派の改革党所属。
タリン生まれ。1999年から2007年までリーギコグ（国会）議員を務め、うち2006年から2007年までは副議長を務めた。1999年から2005年までタリン市会議員も兼務し、うち2001年から2005年までは議長を務めた。その後、2007年4月から2009年2月まで社会福祉相を務めた。